# Длоуге стране
Гидроэлектростанция Длоуге стране (чеш. Přečerpávací vodní elektrárna Dlouhé stráně) — гидроаккумулирующая электростанция в Чехии, крупнейшая гидравлическая электростанция страны.
Станция была сдана в эксплуатацию в 1996 году. Водохранилище расположено на высоте 1350 м над уровнем моря, вода из этого водохранилища доводится до турбин через 2 туннеля диаметром 3,6 м и длиной 1,5 км. ГЭС имеет 2 турбины с номинальной мощностью 325 МВт каждая с общей мощностью 650 МВт.